# Pavonia lasiopetala
Pavonia lasiopetala är en malvaväxtart som beskrevs av Scheele. Pavonia lasiopetala ingår i släktet påfågelsmalvor, och familjen malvaväxter. Inga underarter finns listade i Catalogue of Life.